# 튜멘주

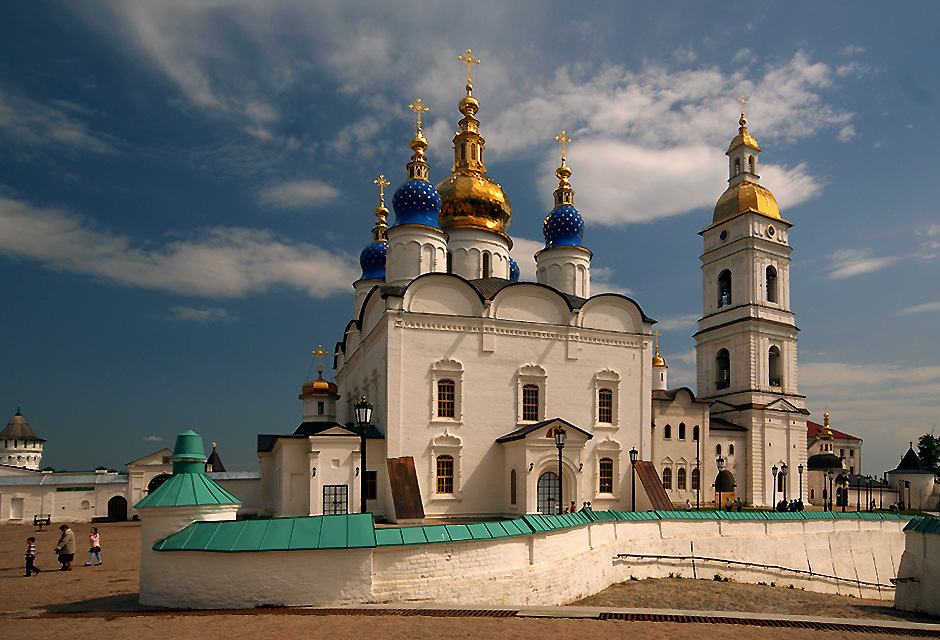
토볼스크 크렘린궁

튜멘주(러시아어: Тюме́нская о́бласть Tyumenskaya oblast[*])는 러시아의 연방주체 (주)이다. 서시베리아에 위치하고 있으며 행정적으로 우랄 연방관구의 일부다. 이 주는 2개의 자치구, 즉 한티만시 자치구와 야말로네네츠 자치구에 대한 행정 관할권을 가지고 있다. 자치구를 포함한 이 주는 면적 기준으로 세 번째로 큰 연방주이며 인구는 3,395,755명이다(2010년).
튜멘은 러시아에서 가장 큰 도시이자 이 주의 행정중심이며, 우랄산맥 동쪽에 있는 최초의 러시아 정착지이다.
튜멘주는 이 나라에서 가장 큰 석유와 천연가스 생산지이며, 2000년대 초반부터 석유 붐을 경험했다. 연료산업의 급속한 성장으로 이 주는 러시아에서 가장 부유한 연방주가 되었으며, 2006년 이후 1인당 평균 GDP가 국가 평균의 몇 배에 달했다.

## 지리
영토는 160,100 km2 걸쳐 있다. 튜멘주는 1944년 8월 14일에 설립되었다. 여기에는 한티만시 자치구(이 지역과 접하고 있는 자치구)와 야말로네네츠 자치구(야말리아)의 두 자치구가 포함된다. 이 영토는 강 유역에 위치해 있다. 가장 큰 강은 튜라강, 토볼강, 피시마강, 이셋강, 타브다강, 이심강, 아간강, 이르티시강, 타나마강 및 노스카강. 수문지리 체계는 소규모 강의 우세와 유역의 상당한 습지, 그리고 수많은 호수가 특징이다. 북쪽으로는 한티만시 자치구, 동쪽으로는 옴스크주와 톰스크주, 서쪽으로는 카자흐스탄(북카자흐스탄주), 쿠르간주와 스베르들롭스크주와 접하고있다.

### 기후
극한의 기후 조건이 영토 대부분, 특히 유그라의 한티만시 자치구와 야말로네네츠 자치구, 벨로야르스키 및 베레조프스키를 특징으로 한다. 한티만시 자치구의 극북 지역과 다른 지역 및 도시 구역과 우바트 지역이 이에 해당한다.
기후는 북쪽, 중부, 남쪽이 각각 북극, 아극, 습윤 대륙성이다. 1월 평균 기온은 튜멘주에서 −17 °C or 1.4 °F에서 북쪽에서는 −27 °C or −16.6 °F까지다. 서리에 영향을 받는 기간의 지속 기간은 튜멘에서 연간 130일에서 툰드라 지역에서는 210일 이상이다.

### 수문학
이 지역에는 길이가 10km가 넘는 70,000개 이상의 수로가 있으며 총 길이는 584,400km이다. 가장 큰 항해 가능한 강은 오비강(185 cu km / yr)과 이르티시강(36.5 cu km / yr)이다. 이 지역에는 약 70,000개의 호수가 있다. 북부와 중부 지역에는 널리 퍼진 알라시 호수가 있고 남부에는 주로 습지가 있다.

### 생태학
튜멘주의 붉은 책에는 711종의 희귀하고 멸종 위기에 처한 종들이 나열되어 있었다. 남부 지역의 특별 보호 지역 목록에는 국제 1곳과 연방 3곳을 포함하여 99개의 사이트가 있다.

### 시간대
예카테린부르크 시간(UTC+5; MSK+2)에 있다.

## 행정 구역

### 군
- 아바츠키군
- 아르미존스키군
- 아로마셰프스키군
- 베르듀슈스키군
- 골리슈마노프스키군
- 이세츠키군
- 이심스키군
- 카잔스키군
- 니주네타브딘스키군
- 오무틴스키군
- 슬라도프스키군
- 소로킨스키군
- 타볼스키군
- 튜멘스키군
- 우포로프스키군
- 우바츠키군
- 바가이스키군
- 비쿨로프스키군
- 얄루토로프스키군
- 야르코프스키군
- 유르긴스키군
- 자보도우코프스키군

## 인구
| 연도                | 인구      | ±%     |
| ------------------- | --------- | ------ |
| 1959                | 1,092,126 | —      |
| 1970                | 1,406,101 | +28.7% |
| 1979                | 1,887,152 | +34.2% |
| 1989                | 3,080,621 | +63.2% |
| 2002                | 3,264,841 | +6.0%  |
| 2010                | 3,395,755 | +4.0%  |
| 2021                | 3,823,910 | +12.6% |
| Source: Census data |           |        |

인구:  3,395,755 (2010년 인구 조사); 3,264,841 (2002년 인구 조사); 3,080,621 (1989년 인구 조사).